# Віролюбівка
Віролю́бівка — село Костянтинівської міської громади Краматорського району Донецької області, України.
Адміністративний центр Віролюбівської сільської ради.
Розташована в балці Часів Яр.

## Загальні відомості
Відстань до центру громади становить близько 13 км і проходить автошляхом місцевого значення.
Найближча залізнична станція на відстані близько 3 км - Віролюбівка.

## Історія
Роком заснування Віролюбівки офіційно вважають 1862, але краєзнавці села схильні до того, що його вік приблизно на 100 років старший, хоча жодні документи про це не свідчать. Сучасне село складається з кількох хуторів та поселень.
Спочатку землі села належали власнику сусідної Білокузьминівки - Козьмі Котельникову, але після його смерті перейшли, як спадщина його доньки, до Василя Ползікова. Коли ж помер і Ползіков, то його дружина вийшла заміж за Смолянинова, і після її смерті землі успадкувала донька Олександра.
Олександра за рік продала їх генералу Котляревському, який землею не користувався зовсім та перепродав її 1836 року тамбовському поміщику Африканову. Той перевів зі свого тамбовського маєтку своїх людей та заклав початок тутешнього поселення, збудувавши перші три хати: дві з двома житловими кімнатами та одну з однією.
Після Африканова маєток, згідно договору купівлі-продажу, перейшов до ще одного тамбовського поміщика - Дмитра Головіна. Африканов своїх людей забрав із собою і Головін у порожні хати заселив своїх - перші 6 родин. Пізніше, заснувавши справжнє село, назвав його ім’ям своєї улюбленої доньки Віри - Віролюбівка.
Зі слів селян, років за 20 Головин продасть маєток разом із селянами барону Фітінгофу, який додатково заселив сюди 13 родин селян, яких він придбав у Харківській губернії та 4 родини, переведених із сусідньої Білокузьминівки, яку барон придбав трохи раніше.
Згідно з Геометричним спеціальним планом Бахмутського повіту від 1870 року, село Віролюбівка з усіма її землями було придбано Адамом Олександровим сином барона Фітінгофа у капітан-лейтенанта Дмитра Яковлева сина Головіна.
Згідно з Межуванням від 8 травня 1846 року ростовського повітового землеміра, титулярного радника Якова Ликова, у володіннях барона Фітінгова було: землі степу, здатної до ріллі - 350 десятин, косовиці - 646 десятин, під городами та гуменниками - 3 десятини, під ярами, ставками, крутістю гір та кам'янистими місцями - 19 десятин, орної землі - 1000 десятин.
З цієї кількості землі відведено в наділ селянам Віролюбівки - 388 десятин орної та 8 десятин неорної.
В цей план також частково входили і землі села Білокузьминівка, що знаходилася в одному окружному кордоні з Віролюбівкою та у володінні барона Фітингофа.
Директор «Часовоярського історико-краєзнавчого музею» Валерій Богуненко називає першою назвою села - Чосова. Через те, що пролягло село поблизу річки Часів Яр в однойменній балці.
За даними 1859 року Віролюбівка (Чосове), панське село, над криницями у Часовому Яру, 29 господарств, 228 осіб.

### Початок XX століття
У російсько-японській війні 1904-1905 років брали участь 6 мешканців села.
Під час революції 1905-1907 років була спалена садиба поміщика, в якій на той час жив її управитель.
1908 року маєток Д. Д. Пиличева в Бахмутському повіті, біля села Віролюбівка Сантуринівської волості був викуплений невідомим за рахунок селянського поземельного банку.
Глини як магніт притягували до себе підприємців-дворян та купців. Особливо посилився цей процес у зв'язку з бурхливим розвитком промисловості Донецького краю у 1912 - 1913 роках.
Доломіт біля с. Віролюбівки на початку XX століття видобував М.А. Французов. Кварц і пісок у 1911 році видобував Р. Мінц, що володів тут кар’єром.
Відповідно до картографічної продукції 1915 року на місці нинішньої Віролюбівки окрім села також позначаються хутори - Ізюмський та Березовий.
Під час національно-визвольних змагань селяни отримали у власність від 7 до 11 десятин землі за рахунок конфіскації земель поміщика.

### Радянська епоха
Остаточна радянська окупація встановлена 1920 року. На загальних зборах мешканців Віролюбівки 20 березня 1920 року пройшли вибори до сільської ради. Першим головою обрали Є. Мілінтеєва, а секретарем Т. Савченка.
Згідно списку населених пунктів Артемівського округу за даними перепису 1926 року Віролюбівській сільраді були підпорядковані хутори: Березовський, Ізюмський, Пеличев, Клиновський, Попаснянський та Стінки. До сільради також приписували залізничну станцію Віролюбівка, залізничні казарми на 16 та 21 км, залізничні будка №1016, №1018, №1020, №1021, №1022.
Пізніше Сільській Раді були підпорядковані: Безім’яне, Білий Яр, Горбоконевка, Клинове, Майське, Маркове, Новомаркове, Попасне, Федорівка.
На мапі 1928 окрім Віролюбівки нанесені хутори: Ізюмський, Березовський та Пеличев.
В селі була розташована центральна садиба колгоспу «Червоний партизан». Артіль мав 3689 га сільськогосподарських угідь, в тому числі 2898 га орних земель.Артіль спеціалізувався на виробництві зерна, соняшника, м’ясо-молочної продукції.
На німецьких мапах 1941-1943 років на місці села нанесені хутори Березовка, Ізюмка, Лаврівка та сама Віролюбівка.
1945 року механізація сільськогосподарського виробництва була практично відсутня. Головою колгоспу тоді був І.Д. Боло.
У 50-х роках були закладені виноградники, яблуневі, грушеві, вишневі сади. Відновлювали поголів’я крупної рогатої худоби, розводили овець.
1954 року головою стає П.Г. Плужников, який обіймав посаду по 1963 рік.
У 50-х роках створили кормову базу для розвитку скотарства. Налагодили роботу ферми.
1957 року відкривається новий клуб. Особливо активно будівництво села проходило у 1960-х початку 70-х років. Побудовані: нова будівля сільської ради, гуртожиток, дитячий садок, розширена лікарня, їдальня. У 1968 році здана в експлуатацію нова двоповерхова школа на 190 учнів.
У 1963-1974-х роках почалося асфальтування вулиць та встановлення електричного освітлення, був проведений водопровід.
Дороги з твердим покриттям були прокладені до всіх ферм колгоспу, побудовані нові свинарники, телятники, коровник. З’явилися криті ремонтні майстерні. Заасфальтували механічний двір.
Була продовжена забудова вулиць, де з’явилися 12 будинків, в які оселилися родини механізаторів, полеводів, животноводів, вчителів, лікарів.
1987 року завершена газифікація села. Сформувався новий центp села. Його прикрасили Палац культури та адміністративний корпус сільської ради.
В 90-х побудовані зерносховища на 3 тис. тонн, сучасні ангари для зберігання сільгосптехніки, введені в експлуатацію скотарські комплекси для зимового та літнього утримання худоби та свиней.

### Незалежна Україна
У 2000-х роках амбулаторію перевели в реконструйовану та обладнану новою медичною технікою будівлю.
У Віролюбівці відкрили сільський музей "Пам'ять серця" при місцевій школі на більше ніж дві тисячі експонатів.
Історична довідка Віролюбівської сільради стверджує, що в наш час село також умовно поділяють на: Березівку, Изюмівку та Віролюбовку.

## Археологія
На території Віролюбівки археологами виявлена майстерня з обробки халцедону (епоха неоліту та міді-бронзи).
1962 року викладачем Донецького державного педінституту Д.С. Цвейбель була відкрита єдина на Донеччиніі майстерня на халцедоновій сировині в околицях села Віролюбівка Костянтинівського району.
На північний захід від села височить пагорб, на поверхні якого зустрічаються розсипи халцедонової сировини.
На Донеччині в добу неоліту існували різні типи майстерень з первинної обробки каменю, переважно кременю, – майстерні майданного типу, сезонні тощо. Майстерня з Віролюбівки доповнює цей список і показує гнучкість сировинних стратегій місцевого неолітичного населення.

## Релігія
Церкву у Віролюбівці будували всі — від представників районної влади до пересічних мешканців села. Церкву освятили на честь святих мучениць, які є покровителями села - Віри, Надії, Любові та матері їхньої Софії 14 листопада 2013 року .
Дерев'яна церква збудована з цільних колод ямпільської сосни. У Костянтинівському районі це єдиний храм-зруб.
Зведення фактично тривало один рік. На облаштування церкви та прилеглої території знадобилося ще два роки. Навколо храму висадили ялівець та ялинки, клумби прикрасили природним каменем. Поруч із храмом церковний будинок, у якому розташовується трапезна для парафіян та гостей храму.

## Транспорт
У селі перетинаються автошляхи районного значення:
С050802 (Безім'яне — Клинове — Віролюбівка)
С050803 (Попасне — Віролюбівка)
С050808 (Білокузьминівка — Віролюбівка)
С050812 (Іжевка — Віролюбівка)

## Освіта
У селі працює дитячий садок № 28 «Півник» відділу освіти Костянтинівської райдержадміністрації.

## Населення
За даними перепису 2001 року населення села становило 585 осіб, з них 68,21 % зазначили рідною мову українську.